# Avagraha
Avagraha („ऽ”) este un simbol care era folosit pentru indicarea prodeliziunii (suprimării) unui „अ” („a”) în numeroase limbi indiene după cum se arată mai jos. De obicei este transliterat cu un apostrof, precum în expresia filosofică sanscrită „शिवो ऽहम्”, „Śivo ’ham” („Śivaḥ aham” fără sandhi) adică „Eu sunt Șiva”. Avagraha este de asemenea folosit pentru prelungirea sunetului vocalelor în limbile moderne, de exemplu cuvântul hindi „माँऽऽऽ!” pentru „Mãããã!” atunci când cineva își strigă mama.
Caracterul mai este folosit uneori ca simbol pentru indicarea silabelor lungi sau grele, în poezia metrică. De exemplu, silabele din cuvântul „छंदः”, „chandaḥ”, „metru” (în nominativ) pot fi reprezentate ca „ऽ ऽ”, însemnând două silabe lungi.

## Avagraha în Unicode
Simbolul avagraha este alocat în mai multe locuri în cadrul Unicode, pentru divesele siteme de scriere indice care îl folosesc:
| Caracter | Număr caracter Unicode | Nume Unicode întreg                   |
| -------- | ---------------------- | ------------------------------------- |
| ऽ        | U+093D                 | Avagraha semn devanagari              |
| ◌꣱        | U+A8F1                 | Avagraha semn de combinare devanagari |
| ꣷ        | U+A8F7                 | Candrabindu avagraha semn devanagari  |
| ঽ        | U+09BD                 | Avagraha semn bengali                 |
| ઽ        | U+0ABD                 | Avagraha semn gujarati                |
| ଽ        | U+0B3D                 | Avagraha semn oriya                   |
| ఽ        | U+0C3D                 | Avagraha semn telugu                  |
| ಽ        | U+0CBD                 | Avagraha semn kannada                 |
| ഽ        | U+0D3D                 | Avagraha semn malayalam               |
| ᮺ        | U+1BBA                 | Avagraha semn sundaneză               |